# Ordre de la Toison d'or (Géorgie)
Pour les articles homonymes, voir Nicolas et Saint-Nicolas.
L’ordre de la Toison-d'or (en géorgien : ოქროს საწმისის ორდენი, okros satsmissis ordeni) est une décoration civile créée le 26 juin 1998). Il est décerné aux citoyens et étrangers.